# Никишова, Александра Владимировна
Александра Владимировна Никишова (12 февраля 1990, Ленинград, СССР) — российская гандболистка, выступавшая за гандбольный клуб «Луч» (Москва) с 2005 года, являлась капитаном команды. Также выступала в составе молодёжной сборной России. Мастер спорта России по гандболу. Участница еврокубков в составе ГК «Луч» (Кубок обладателей Кубков 2008/09).
Выпускница Московского специализированного спортивного училища олимпийского резерва (МССУОР) № 1 (2007 г.).
Окончила Московский институт физической культуры и спорта (МИФКиС), а также Программы профессиональной переподготовки по специальности «Менеджмент в игровых видах спорта» на базе Государственного университета управления и «Менеджмент и маркетинг в спорте» в Российском международном олимпийском университете.
С 2012 по настоящее время работает в Департаменте спорта города Москвы (ранее - Департамент физической культуры и спорта города Москвы). В феврале 2023 года приказом Мэра Москвы назначена на должность заместителя руководителя Департамента спорта города Москвы.